# Price (Utah)
Price è una città degli Stati Uniti d'America, situata nello Utah, nella Contea di Carbon.